# Doha Golf Club
De Dohan Golf Club is de bekendste, maar niet de enige, golfclub in Qatar. 

## De baan
De golfbaan van 18 holes werd in 1996 door Peter Harradine ontworpen. Er is veel water op de baan, en op zes holes is dat in spel. Verder is de baan vrij vlak. Er zijn weinig bomen, waardoor de wind vooral bij de greens vrij spel heeft.
De gemakkelijkste hole van de baan zijn hole 14 en 16, beide par 4. Hole 14 heeft een ruime fairway, de green wordt bewaakt door drie palmen aan weerszijden. Hole 16 is korter, hij heeft een lichte dogleg naar links en in de bocht ligt een bunker. Met een goede afslag kan daar voorbij geslagen worden.

De moeilijkste hole is nummer 13. Het is een par-3 die voor de professionals 195 meter is; voor de green ligt een meer. Er vallen zelden birdies terwijl 40% van de spelers geen par maakt.

## Het clubhuis
Het in Arabische stijl gebouwde witte clubhuis is erg groot. Binnen is veel marmer, buiten zijn ornamenten van gips, de zware deuren zijn gemaakt van teak uit Thailand. Op de golfschool werken vijf Britse PGA professionals.
Sinds 1999 is Doha gastheer van de Qatar Masters.

## Trivia
- In 1998 ontwierp Harradine de baan van de Abu Dhabi Golf Club.
- De Messaieed Golf Club is de oudste baan van Qatar. Hij dateert uit 1951, en is nog steeds een woestijnbaan (geen gras maar zand en olie).